# 심리학적 가계도
머레이 보웬(Murray Bowen)은 1970년대 가족 시스템 모델의 일환으로 지로그램(Genogram)으로 불리는 심리학적 가계도의 개념을 개발했다. 1985년 '지노그램:평가및중재'(Genograms :Assessment and Intervention)라는 책을 출판함으로써 모니카 맥골드릭(Monica McGoldrick)과 랜디 거슨(Randy Gerson)은 임상 환경에서 지노그램(Genogram)을 개발하고 대중화하게 된다. 지노그램(Genogram)은 현재 의학, 정신과, 심리학, 사회 복지, 유전 연구, 교육 등에 널리 사용되고있다. 개인 및 가족 치료의 일부 실무자들은 개인 기록을 위해 또는 고객에게 가족 역학을 설명하기 위해 이 지노그램을 사용하고있다. 계보학자가 사용하는 경우는 거의 없다.

## 가계도 예
| |
| (범례) ○ 여성 , ㅁ 남성 , ◇ 펫(애완동물) , = 강한 긍정관계 , ─ 약한 긍정관계 , ┤├ 단절 , /\/\/\/\ 부정관계 , × 사망 , 숫자 연령 |

## 종단데이타
종단연구(縱斷硏究)는 특정 현상이나 대상에 대하여 일정 기간 동안 측정을 되풀이하는 연구 방법으로 시간 변화에 따라 각종 변수의 변화 상태를 파악하여 변화가 일어난 원인을 분석하는 기법이기 때문에 어떤 현상의 추세를 알고자 할 때 주로 이용된다. 이에 대해서 횡단연구(橫斷硏究)는 특정한 한 시점을 기준으로, 각기 다른 특성을 가지고 있는 집단들 간의 차이를 측정ㆍ비교하는 연구 방법이다.  가계도에서 보이는 바와 같이 일반적으로 세대의 흐름을 위에서 아래로 표기하는 관행으로보면 횡단연구는 한세대에 대해서만 다루게 되며 종단연구는 시간의 흐름상 세대간의 전세대 중에서 이를 고려하게 된다.

## 같이 보기
- 베이트슨 프로젝트